# Außenhandelstheorie
Eine Außenhandelstheorie ist eine wirtschaftswissenschaftliche Theorie, die internationalen Handel und dessen Auswirkungen auf die beteiligten Akteure erklärt. Es gibt verschiedene einzelne Außenhandelstheorien. Als wissenschaftliches Arbeitsgebiet ist die Außenhandelstheorie ein Teilgebiet der Außenwirtschaftstheorie.

## Klassische Außenhandelstheorie

### Merkantilismus
Der Merkantilismus (von lat. Mercator = Kaufmann) bezeichnet die staatliche Wirtschaftspolitik zur Zeit des Absolutismus (17.–18. Jh.). Der Finanzminister Ludwig XIV., Jean-Baptiste Colbert, führt sie erstmals ein, weshalb sie auch als Colbertismus bezeichnet wird. Ziel dieser Wirtschaftspolitik ist es, eine aktive Handelsbilanz zu erreichen, d. h., dass der Wert der Exporte den der Importe übersteigen soll, um durch das erhöhte Steuereinkommen letztendlich die Staatskasse (sie war in Frankreich unter Ludwig XIV. stark verschuldet) aufzufüllen. Kernidee ist, alle benötigten Güter im eigenen Land herzustellen, damit höchstens Rohstoffe im Ausland erworben werden müssen. Um dieses Vorhaben durchzusetzen, werden Maßnahmen zur Förderung von Handel und Gewerbe ergriffen:
- (Aus-)Bau von Straßen, Kanälen, Häfen und Schiffen,
- Zuschüsse und Steuererleichterungen für das produzierende Gewerbe bzw. für inländische Unternehmer und Kaufleute, die ein Geschäft oder eine Manufaktur (s. u.) eröffnen wollen,
- Beseitigung der Binnenzölle,
- Vereinheitlichung der Maße sowie Auferlegung von hohen Einfuhrzöllen auf ausländische Fertigwaren.

Hinzu kommt noch der Erwerb von Kolonien, hauptsächlich um teure Zwischenhändler bei der Rohstoffeinfuhr so weit wie möglich zu vermeiden, andererseits bieten Kolonien natürlich neue Absatzmärkte. Des Weiteren ist auch die Gründung von Manufakturen ganz entscheidend, können doch die durch die Arbeitsteilung der Produktionsschritte spezialisierten Handwerker die Produkte nun sowohl schneller als auch qualitativ hochwertiger fertigen. Die beschriebenen Maßnahmen führen, da sie den Staat wirtschaftlich vor dem Ausland schützen, zum Protektionismus.

### Theorie der absoluten Kostenvorteile
Hauptartikel: absoluter Kostenvorteil
Die Theorie der absoluten Kostenvorteile, entwickelt von Adam Smith im Jahre 1776 in seinem Buch An Inquiry into the Nature And Cause of the Wealth of Nations (verkürzter deutscher Titel: Wohlstand der Nationen), ist der Grundbaustein der klassischen Außenhandelstheorie und steht im Gegensatz zu den Strategien des Merkantilismus, bei denen ein Land nur auf Kosten eines anderen Vorteile erreichen kann.
Smiths Theorie sagt aus, dass jeder Staat sich auf die Produktion der Waren spezialisieren sollte, die er billiger als andere Staaten produzieren kann. Diese sollten dann gegen benötigte Waren im Ausland eingetauscht werden. Jene Form des Außenhandels und der internationalen Arbeitsteilung bringt allen Ländern Vorteile, so dass sie letztendlich mehr Güter als bei der Selbstversorgung erhalten und damit verbunden beide Handelspartner zu mehr Wohlstand gelangen.
Um dies zu gewährleisten, müssen gewisse Forderungen erfüllt werden. Zum Beispiel sollte auf Zollerhebungen und andere Handlungshindernisse verzichtet werden. Diese Theorie beschränkt sich jedoch nur auf den Handel zwischen Ländern, die einen Vorteil bei der Produktion gewisser Güter besitzen. Länder ohne einen solchen Vorteil würden laut der Theorie vom internationalen Handel ausgeschlossen werden. Warum auch diese Länder am Außenhandel teilnehmen sollten, erklärt David Ricardo mit seinem Theorem der komparativen Kostenvorteile, die Smiths Ideen weiterentwickelt.

### Theorie der komparativen Kostenvorteile
Hauptartikel: komparativer Kostenvorteil
Die Theorie der komparativen Kostenvorteile besteht aus dem Ricardo-Modell und dem Heckscher-Ohlin-Theorem (auch Faktorproportionentheorem genannt).
Grundgedanke der Ricardo-Theorie ist, dass durch relative Kostenunterschiede zwischen verschiedenen Ländern der Handel gesteuert wird.
Das Heckscher-Ohlin-Theorem geht davon aus, dass aufgrund unterschiedlicher Faktorausstattung von Arbeit und Kapital der Handel zwischen verschiedenen Ländern in Gang gesetzt wird. Da jedes Land entweder über einen Überfluss an Arbeit oder an Kapital verfügt, wird es jeweils diejenigen Produkte exportieren, für deren Produktion der jeweilige Faktor bedeutsam ist. Umgekehrt importiert es die Produkte, für die der andere Produktionsfaktor benötigt wird.

### Faktorenproportionstheorie
Hauptartikel: Heckscher-Ohlin-Modell
Die Faktorenproportionstheorie hat als Grundlage die unterschiedliche Ausstattung der Volkswirtschaften mit Kapital und Arbeitskräftepotenzial. Weitere Grundbedingungen sind, dass
1. die jeweiligen Faktoren, also Kapital und Arbeitskräftepotenzial, nicht über die Grenzen des jeweiligen Landes hinaus verlagerbar und
2. Produktionstechnologien international frei verfügbar sind.

Daraus folgt, dass jene Länder, die den einen (Produktions-)Faktor im Vergleich zu dem anderen Faktor im Überschuss haben, die dadurch begünstigten Produkte produzieren und exportieren. Im Umkehrschluss ergibt sich, dass diese Länder die Produkte importieren, für deren Herstellung der jeweils defizitäre Faktor benötigt wird. So exportiert z. B. ein Land mit hohen Kapitalreserven technologisch hochentwickelte und daher kapitalintensive Produkte und importiert arbeitsintensive und technologisch weniger anspruchsvolle Produkte.
Aus diesen Annahmen heraus folgt, dass der jeweils defizitäre Faktor in einem Land an Wert verliert, da er nicht genutzt wird, und der Faktor, der im Überschuss vorhanden ist, an Wert gewinnt, da hohe Nachfrage besteht. Daraus ergibt sich wiederum im Idealfall ein internationaler Ausgleich zwischen der Wertigkeit von Kapital und Arbeitskraft. Diese Theorie wird daher auch als „Faktorenpreisausgleichstheorem“ bezeichnet.
Vorteile dieses Modells sind, dass es die internationale Arbeitsteilung erklärt und teilweise auch deren Auswirkung auf den Welthandel aufzeigt.
Die Nachteile des Modells liegen in seinen recht starren Grundannahmen, etwa der, dass kein Kapital über die Grenze des jeweiligen Landes hinweg verlagert werden könne. Vor allem sind Produktionstechnologien, die eine umfangreiche Infrastruktur, rechtliche Investitionssicherheit und qualifizierte Arbeitskräfte benötigen, nicht zu gleichen Kosten überall frei verfügbar.

## Neuere Außenhandelstheorien

### Theorie der technologischen Lücke
Die Theorie der technologischen Lücke erweitert das Konzept der komparativen Kostenvorteile auf die Technologie. Nach ihr exportiert ein Land, dessen Produkt gegenüber den anderen einen technologischen Vorsprung besitzt, dieses Produkt so lange, bis andere Länder in der Lage sind, dasselbe Produkt herzustellen. In der folgenden Zeit werden die komparativen Kostenvorteile entscheidend. Erstellt ein Land sogar noch ein ausgereifteres Produkt, dann geht nun von ihm der Export in die anderen Länder aus.

### Produktlebenszyklus-Theorie
Die Theorie des Produktlebenszyklus kann auf den internationalen Handel erweitert werden. Es wird dabei unterstellt, dass der Export von Produkten davon abhängt, wo sich diese auf der Produktlebenszykluskurve befinden. Solange sich ein neues Produkt in der Einführungsphase befindet, besitzt das Unternehmen eine Monopolstellung für dieses Produkt und kann es ins Ausland exportieren, wobei Kostengesichtspunkte eine untergeordnete Rolle spielen. Befindet sich das Produkt in der Wachstumsphase, beginnen andere Unternehmen das Produkt zu kopieren. In der Reifephase schließlich sind andere Unternehmen im In- und Ausland fähig, das Produkt in derselben Qualität und Quantität herzustellen. Die Nachfrage in einem Land kann somit durch die dort ansässigen Firmen gedeckt werden. Die Kosten werden nun zum entscheidenden Faktor und es beginnt eine Verlagerung der Produktion in Länder, die die geringsten Produktionskosten (v. a. Lohnkosten) anbieten können.

### Erfahrungskurven-Theorie
Der Erfahrungskurven-Effekt kann ebenfalls auf den internationalen Handel erweitert werden. Ausgangspunkt ist wiederum das Unternehmen, das ein neuartiges Produkt entwickelt und in andere Länder exportiert. Durch Skaleneffekte gelingt es diesem Unternehmen, die Stückkosten geringer als bei nachfolgenden Wettbewerbern zu halten, wodurch vorläufig eine Markteintrittsbarriere geschaffen wird. Allerdings werden hier günstigere Standortbedingungen nicht berücksichtigt. So kann ein ausländisches Unternehmen unter Umständen bereits ab dem ersten Produkt günstiger produzieren, oder ein optimiertes Produktionssystem einführen. Außerdem kennt das ausländische Unternehmen bereits das Marktpotenzial und kann dieses Wissen bei Einführung seines Produktionssystems verwenden. Dem ausländischen Unternehmen gelingt es daher schneller, das gleiche Kostenniveau wie der First Mover zu erreichen.

### Nachfragestruktur-Theorie
Die Nachfragestruktur-Theorie wurde von Karl-Heinz Linder entwickelt und 1961 veröffentlicht. Sie unterscheidet grundsätzlich zwischen Exporten von natürlichen Ressourcen und Industrieprodukten. Während sie beim Handel von natürlichen Ressourcen auf die Theorie der komparativen Kostenvorteile zurückgreift, wird der Handel von Industrieprodukten weiter untersucht.
Linder unterscheidet für den Außenhandel einen potenziellen und einen aktuellen Bereich. Er geht davon aus, dass potenzielle Exportgüter zunächst ausschließlich im Inland angeboten werden. Die Ermittlung potenzieller Exportgüter erfolgt nun aufgrund der Untersuchung des Produkts im Inland, insbesondere der Inlandsnachfrage und die Wachstumsgrenze für den Absatz im Inland. Sobald ein Produkt im Inland an die Wachstumsgrenze stößt, wird das Unternehmen nach neuen Absatzmärkten im Ausland suchen. Dabei wird es diejenigen Länder in Betracht ziehen, deren Nachfragestruktur dem heimischen Markt ähnelt. Die Nachfragestruktur setzt Linder mit dem Pro-Kopf-Einkommen gleich. Nach Linder ist demnach grundsätzlich der Handel zwischen Ländern umso größer, je ähnlicher ihre Nachfragestruktur ist.
Diesem potenziellen Außenhandel stehen Faktoren gegenüber, die den Handel behindern oder fördern. Dem Außenhandel förderliche Faktoren sind der Theorie nach z. B. eine weltweite Monopolstellung für das Produkt, geringere Produktionskosten oder ein Technologievorsprung gegenüber Konkurrenten. Behindert wird der potenzielle Außenhandel durch die Unkenntnis über entfernte Märkte, hohe Transportkosten oder Handelsbarrieren (Zölle, Einfuhrbeschränkungen usw.). Dadurch lässt sich der Unterschied zwischen potenziellem und aktuellem (tatsächlichen) Außenhandel erklären.

### Internationale Standort-Theorie
Die internationale Standort-Theorie geht von einem sogenannten „Distanzfaktor“ aus, der den Umfang des Außenhandels bestimmt. Der Distanzfaktor setzt sich aus vier Teilen zusammen:
- Transportkosten,
- Transportdauer,
- ökonomischer Horizont (gesellschaftliche und wirtschaftliche Kenntnisse, die eine Person über das Ausland besitzt),
- künstliche Hemmnisse (Zölle und sonstige Beschränkungen).

Die internationale Standorttheorie besagt, dass der Handel zwischen Ländern umso größer ist, je kleiner der Distanzfaktor zwischen den Ländern ist.

### Economies-of-Scale-Theorie
Die Economies-of-Scale-Theorie kann auf den internationalen Handel erweitert werden. Sie beschränkt ihre Aussagekraft auf Produkte, die sich effizient in Massenproduktion herstellen lassen. Für solche Produkte besagt sie, dass das Land mit der größten Inlandsnachfrage dieses Produkt auch ins Ausland exportiert, da es aufgrund der Fixkostendegression einen Wettbewerbsvorteil gegenüber anderen Ländern besitzt.
Das Land mit dem größten Inlandsmarkt wird die Güter exportieren, die am stärksten von der Massenproduktion profitieren (Fixkostendegressionseffekt). Die Größe des Inlandsmarktes wird dann durch die Höhe des BIP, die Bevölkerungszahl und die Bevölkerungsdichte eines Landes bestimmt. Die Produktionsmenge und die Produktionsfaktoren stehen dabei in Abhängigkeit zueinander. Bei Änderungen der Produktionsfaktoren um einen bestimmten Wert, ändert sich auch die Produktionsmenge um den entsprechenden Betrag, welcher von der Theorie der Economies of Scale angezeigt wird (z. B. durch Arbeitsteilung auf nationaler sowie internationaler Ebene). Die Grenzproduktivität dagegen zeigt die Veränderung, bei der nur ein einzelner Produktionsfaktor verändert wird.
Bezüglich internationaler Arbeitsteilung bedeutet dies einen Vorteil für Länder, die werthaltige Industrieprodukte produzieren, gegenüber denen, die niedrigwertige Produkte herstellen, wie z. B. Baumwolle. Das liegt daran, dass die Produktionsmenge im Vergleich zu den investierten Mitteln stärker steigt, also die Grenzproduktivität überschritten wird.

### Theorie des intrasektoralen Handels
Ansatzpunkt der Theorie des intrasektoralen Handels ist die Annahme, dass sich durch zunehmende Globalisierung die Produktionsbedingungen für Industrieprodukte international stetig annähern. Zudem erfolgt ein weitgehender Ausgleich von Angebot und Nachfrage durch die Imitation von Produktionstechniken in den Industrienationen. In diesem Fall lassen sich Exporte nicht mehr durch eine der oben stehenden Theorien erklären.
Die Theorie des intrasektoralen Handels sieht nun eine zunehmende Produktdifferenzierung als Grund für weiteren Außenhandel. Durch mehr oder weniger gravierende Änderungen beispielsweise der physikalischen oder ästhetischen Eigenschaften eines Produkts würde eine neue Nachfrage entstehen und damit der Außenhandel angetrieben.